# Ravy Tsouka
Ravy Tsouka Dozi, född 23 december 1994, är en fransk-kongolesisk fotbollsspelare som spelar för SV Zulte Waregem.

## Klubbkarriär
Den 1 mars 2018 värvades Tsouka av Västerås SK, där han skrev på ett treårskontrakt. Efter säsongen 2019 lämnade Tsouka klubben.
Den 21 november 2019 värvades Tsouka av Helsingborgs IF, där han skrev på ett treårskontrakt. Tsouka gjorde allsvensk debut den 22 juni 2020 i en 0–0-match mot IF Elfsborg.
Den 29 juli 2022 skrev Tsouka på ett kontrakt fram till 2024 med SV Zulte Waregem från Belgien.

## Landslagskarriär
Tsouka debuterade för Kongo-Brazzavilles landslag den 10 oktober 2019 i en 1–1-match mot Thailand.